# Nitva
Nitva (en rus: Нытва) és una ciutat de Rússia, es troba al territori de Perm. El 2023 tenia 19.369 habitants. Es troba a la vora del riu Nitva, prop de la seva confluència amb el Kama, a 55 km a l'oest de Perm i a 1.103 km a l'est-nord-est de Moscou.

## Història
Nitva és mencionada per primer cop el 1623. El 1756 la família Stroganov hi construí una foneria de coure, la Nitvenski Zavod. La foneria fou convertida en una planta siderúrgica el 1768 i fabricà equipaments i atuells per a la cantera naval de la localitat. Durant els anys 1930, la planta siderúrgica fou eixamplada, i Nitva rebé l'estatus d'assentament urbà el 1928 i finalment el de ciutat el 1942.